# Galeus eastmani
Galeus eastmani е вид хрущялна риба от семейство Scyliorhinidae.

## Разпространение
Видът е разпространен в Провинции в КНР, Тайван и Япония.